# Galgacus labidus
Galgacus labidus (лат.) — вид клопов, единственный в составе рода Galgacus Distant, 1899 из семейства древесных щитников. Эндемики Австралии.

## Описание
Длина тела менее 1 см. От близких родов отличается следующими признаками: параклипеи вогнуты сублатерально, слабо или значительно выступают за пределы переднего конца антеклипеуса; 1-й усиковый сегмент не выступает за передние концы параклипеев; отверстие ароматической железы короткое. Торакальный киль отсутствует; антенны 4-члениковые. крылья нормальные и их костальный край не выпуклый и редко образует бугорок у основания; тело не вдавлено; брюшной шип отсутствует; заднебоковые углы 7-го стернита никогда не выступают виде отростков.  Лапки состоят из двух сегментов. Щитик треугольный и достигает середины брюшка, голени без шипов.